# Orso (doge)
Orso, spesso ricordato con il titolo di ipato (VII secolo – Venezia, 737), fu, secondo la tradizione, il 3º doge della Repubblica di Venezia.
Salì al potere verso il 726/727 e fu probabilmente il primo dux ad essere nominato per volontà dei Venetici e non del potere centrale. Si era, infatti, negli anni in cui l'imperatore Leone III iniziava la sua politica iconoclasta, provocando l'opposizione di papa Gregorio II e la sollevazione di tutta l'Italia bizantina.
Pronto a dirigere le truppe venetiche contro il governo centrale, in seguito Orso riuscì a riappacificarsi con l'imperatore, il quale riconobbe la sua carica assegnandogli il titolo di console.
Fu deposto e ucciso nel 737 durante una rivolta di aristocratici, non è chiaro di che fazione. In sua sostituzione l'esarca di Ravenna non nominò un nuovo doge e insediò un magister militum in carica un anno. Il ritorno a questa forma amministrativa segnò una ripresa del potere centrale rispetto all'autonomia cui aspiravano i Venetici.